# Dom tekstylny Weichmanna
Dom tekstylny Weichmanna (niem. Seidenhaus Weichmann) − zabytkowy budynek mieszczący się w Gliwicach przy ul. Zwycięstwa 37, dawny dom handlowy. Jest jednym z najważniejszych obiektów niemieckiego modernizmu w Polsce. Nazwa pochodzi od nazwiska pierwszego właściciela, lokalnego przedsiębiorcy i kupca Ericha Weichmanna oraz sprzedawanego asortymentu - wysokiej jakości artykułów tekstylnych.

## Historia
Obiekt został wzniesiony przy ówczesnej Wilhelmstrasse według jednego z pierwszych projektów światowej później sławy niemieckiego architekta Ericha Mendelsohna. Wybudowano go w roku 1921 i oddano do użytku 22 stycznia roku 1922. Inicjatorem budowy i pierwszym właścicielem budynku był Erwin Weichmann – lokalny przedsiębiorca i kupiec, właściciel kilku sklepów z tekstyliami. W 1932 Weichmann wraz z całą rodziną wyemigrował do Ameryki. W księdze adresowej Rzeszy Niemieckiej z 1941 r. budynek figuruje jako Seidenhaus Altgassen. Jego właścicielem był Max Altgassen, który zginął w 1945 podczas bombardowania Drezna.
Budynek wzbudził znaczne zainteresowanie w kręgach architektury i sztuki. Już rok po powstaniu obiektu pokazano go na wystawie Bauhausu w Weimarze. W 1924 r. jego zdjęcie ozdobiło okładkę wydawnictwa promującego najważniejsze osiągnięcia cywilizacyjne Gliwic. W roku 1926 został zaprezentowany na wystawie architektury nowoczesnej w warszawskiej Zachęcie. Przedstawiały go również czasopisma branżowe m.in. w Paryżu i Moskwie. Szybko stał się wizytówką awangardowej architektury w Europie i punktem wyjścia do projektów wielu znacznie większych, słynnych domów towarowych w ówczesnych Niemczech, między innymi w Stuttgarcie, Norymberdze, Breslau, Chemnitz.
Po II wojnie światowej w budynku mieściła się siedziba TPPR. Do początku lat 90. parter zajmowała księgarnia z literaturą radziecką oraz kilka niewielkich punktów handlowych. W 2002 roku wykonano remont obiektu. W budynku mieściła się filia banku PKO Bank Polski a obecnie (stan na 15.10.2022) filia Nest Banku.

## Architektura
Budynek powstał na planie nieregularnym, zbliżonym do prostokąta. Jest wczesnym przykładem budynku o konstrukcji z żelbetu uzupełnionego cegłami. Ma dwa piętra oraz niewielką nadbudowę uznawaną za trzecie piętro. Nakryty jest płaskim dachem. Widoczny jest podział na część handlową, obejmującą parter i pierwsze piętro oraz część prywatną na dwóch wyższych kondygnacjach.
Obiekt wpisano do rejestru zabytków 27 września 1988 (nr rej. A/1376/88, granice ochrony obejmują działkę).